# 운행 계통
운행 계통(運行系統)은 기차와 버스가 운행하는 구간이다. 선로와 도로 등 시설의 노선 구분과는 별도로 차량이 운행하는 구간의 구분을 가리키는 말이다. 따라서 한 운행 계통이 여러 노선에 걸쳐 있을 수도 있으며, 한 노선에 여러 운행 계통이 존재할 수도 있다. 철도의 경우 시종착역이 다른 열차들을 서로 다른 운행계통으로 볼 수 있다. 예컨대 호남고속철도의 경우 용산역에서 경부선과 경부고속선을 이용한 뒤, 오송역 이후에 들어서야 호남고속선을 주행하게 된다. 버스의 경우에는 편의상 각각의 운행 계통을 버스 노선으로 간주한다. 이용 안내에서는 이런 차이를 두지 않고 “노선”이라는 용어를 사용하는 경우가 많다.

## 같이 보기
- 노선